# Premi Lakatos
El Premi Lakatos de la London School of Economics and Political Science s'atorga anualment en reconeixement d'una contribució en el camp de la filosofia de la ciencia, en forma d'un llibre publicat en anglès durant els darrers cinc anys. Es dona en memoria d'Imre Lakatos i està dotat econòmicament per la Fundació Latsis.
Guanyadors:
1986 - Bas Van Fraassen
per The Scientific Image
y Hartry Field
per Science Without Numbers
1987 - Michael Friedman
per Foundations of Space-Time Theories
y Philip Kitcher
per Vaulting Ambition: Sociobiology and the Quest por Human Nature
1988 - Michael Redhead
per Incompleteness, Nonlocality and Realism
1989 - John Earman
per A Primer on Determinism
1991 - Elliott Sober
per Reconstructing the Past: Parsimony, Evolution, and Interference
1993 - Peter Achinstein
per Particles and Waves: Historical Essays in the Philosophy of Science
y Alexander Rosenberg
per Economics--Mathematical Politics or Science of Diminishing Returns?
1994 - Michael Dummett
per Frege: Philosophy of Mathematics
1995 - Lawrence Sklar
per Physics and Chance: Philosophical Issues in the Foundations of Statistical Mechanics
1996 - Abner Shimony
per The Search por a Naturalistic World View
1998 - Jeffrey Bub
per Interpreting the Quantum World
y Deborah Mayo
per Error and the Growth of Experimental Knowledge
1999 - Brian Skyrms
per Evolution of the Social Contract
2001 - Judea Pearl
per Causality: Models, Reasoning and Inference
2002 - Penelope Maddy
per Naturalism in Mathematics
2003 - Patrick Suppes
per Representation and Invariance of Scientific Structures
2004 - Kim Sterelny
per Thought in a Hostile World: The Evolution of Human Cognition
2005 - James Woodward
per Making Things Happen
2006 - Harvey Brown
per Physical Relativity: Space-time Structure from a Dynamical Perspective
y Hasok Chang
per Inventing Temperature: Measurement and Scientific Progress
2008 - Richard Healey
per Gauging What’s Real: the conceptual foundations of contemporary gauge theories
2009 -Samir Okasha
per Evolution and the Levels of Selection
2010 - Peter Godfrey-Smith
per Darwinian Populations and Natural Selection
2012 - Wolfgang Spohn
per The Laws of Belief: Ranking Theory and its Philosophical Implications
2013 - Laura Ruetsche
per Interpreting Quantum Theories
y David Wallace
per The Emergent Multiverse: Quantum Theory According to the Everett Interpretation
2014 - Gordon Belot
per Geometric Possibility
y David Malament
per Topics in the Foundations of General Relativity and Newtonian Gravitation Theory
Referències
http://www.lse.ac.uk/philosophy/lakatos-award/